# Pearl Jam
Pearl Jam – amerykański zespół muzyczny założony w 1990 w Seattle w stanie Waszyngton. Wraz z grupami Alice in Chains, Nirvana i Soundgarden zaliczany jest do tzw. „Wielkiej Czwórki z Seattle”.

## Historia

### Początek
Historia Pearl Jam ma swój początek w pierwszej połowie lat osiemdziesiątych XX wieku. Wtedy to poznali się gitarzyści Stone Gossard i Mike McCready oraz basista Jeff Ament. O ile znajomość dwóch pierwszych z nich była wówczas dość powierzchowna (McCready prawdopodobnie udzielił jedynie kilku porad Gossardowi dotyczących grania na gitarze) to między Amentem i Gossardem zrodziła się wieloletnia przyjaźń. Wspólnie z Markiem Armem, Steve'em Turnerem i Alexem Vincentem założyli w 1984 roku zespół Green River, dziś uznawany za jeden z pierwszych reprezentujących gatunek grunge.
Pod koniec roku 1987 Ament i Gossard zaczęli grać z Andrew Woodem, wówczas wokalistą Malfunkshun. Współpraca układała się na tyle dobrze, że postanowili założyć zespół, przyjął on nazwę Mother Love Bone. Oznaczało to koniec istnienia Green River. W 1989 roku Mother Love Bone podpisało wysoki kontrakt płytowy z wytwórnią PolyGram. Ich debiutancki album  Apple ukazał się w roku 1990, sześć miesięcy po tym jak Wood przedawkował heroinę.
Śmierć wokalisty zakończyła działalność Mother Love Bone. Po rozpadzie grupy Ament zagrał kilka koncertów z zespołem Luv Company. Nie było to jednak poważne przedsięwzięcie, a bardziej luźno związana grupa muzyków, której istnienie miało służyć głównie wspólnemu jammowaniu i dobrej zabawie. Gossard zaś odświeżył znajomość z McCreadym. Zaczęli regularnie jammować, a wkrótce przyłączył się do nich również Ament. W tym samym czasie Chris Cornell, wokalista Soundgarden skomponował dwie piosenki jako hołd dla zmarłego Andrew Wooda. O pomoc w ich nagraniu zwrócił się do Amenta, Gossarda, McCready'ego i Matta Camerona (perkusista Soundgarden). Ta współpraca zaowocowała powstaniem albumu Temple of the Dog, którego tytuł (zaczerpnięty z jednego z wersów piosenki Man Of Golden Words Mother Love Bone) był też nazwą zespołu.
Równocześnie z pracą nad tym projektem Gossard, Ament, McCready i Cameron nagrali kilka instrumentalnych piosenek, które miały być zalążkiem powstania nowego zespołu. Aby mógł powstać, potrzebny był jeszcze wokalista oraz perkusista (Cameron nie chciał rezygnować z grania w Soundgarden). Z propozycją objęcia tej drugiej funkcji zwrócono się do Jacka Ironsa – ten odmówił, lecz otrzymane nagranie demo zespołu przekazał swojemu znajomemu z San Diego, wokaliście Eddiemu Vedderowi. Vedder dograł partię wokalną do trzech piosenek (Once, Alive, Footsteps), przesłał nagranie do Seattle i został przyjęty jako wokalista. Perkusistą grupy został ostatecznie Dave Krusen. 22 października 1990 roku zespół zagrał swój pierwszy koncert w klubie Off Ramp, w Seattle, pod nazwą Mookie Blaylock. Ten dzień jest uznawany za oficjalną datę powstania zespołu.
Nazwa Mookie Blaylock wzięła się od koszykarza o tym nazwisku grającego ówcześnie w zespole New Jersey Nets, ale ostatecznie została zmieniona na Pearl Jam. Debiutancki album grupa zatytułowała numerem z jakim grał Blaylock, tj. 10 (Ten).

### Ten
Ten – pierwszy album – składa się z 11 piosenek, których tematem przewodnim jest śmierć i seryjni mordercy, a także wątki biograficzne Veddera. Piosenka Alive dotyczy chwil, gdy Eddie dowiedział się, że człowiek, którego uważał za ojca jest w rzeczywistości jego ojczymem, zaś prawdziwy ojciec, znany przez Veddera jako „przyjaciel rodziny” zmarł na stwardnienie rozsiane. Piosenka Why Go jest o przyjaciółce Eddiego z okresu nastoletniego, którą po przyłapaniu na paleniu marihuany zamknięto w szpitalu psychiatrycznym. Piosenka Jeremy opowiada historię chłopca, który zastrzelił się na oczach całej klasy. Piosenka Release, to słowa skierowane do prawdziwego ojca Eddiego. Piosenki Once, Alive i nieobecna na płycie Footsteps są często interpretowane jako historia seryjnego mordercy (Momma Son trilogy).

### Vs.iVitalogy
Od zespołu odszedł dotychczasowy perkusista, którego zastąpił Dave Abbruzzese. Na okres wydania Vs. przypadły kłopoty z Ticketmasterem – firmą organizującą koncerty. Długo trwający proces zespół przegrał, a dodatkową stratą był brak możliwości organizowania wielkich koncertów w czasie trwania postępowania. Kolejna płyta Vitalogy rozpoczyna okres eksperymentów zespołu. Utwory takie jak Bugs, Aye Davanita czy Hey, Foxymophandlemama, That's Me zrywają z dotychczasową grunge'ową konwencją i stanowią częściowo zapowiedź drogi, którą w przyszłości podąży zespół. Na płycie znajduje się utwór Immortality, który jest najprawdopodobniej poświęcony Kurtowi Cobainowi (wokaliście Nirvany), a właściwie jego śmierci.

### No Code
Wydana w roku 1996 płyta No Code może być traktowana jako przełomowy moment w historii Pearl Jam. Nagrana w całości z nowym perkusistą, Jackiem Ironsem, jest bardzo różnie odbierana przez fanów. Dynamiczne, agresywne, grunge'owe utwory w rodzaju Habit czy Lukin kontrastują na niej ze spokojnymi, wyciszonymi kompozycjami takimi jak Off He Goes, Present Tense i Who You Are.

### Yield
Yield miał być próbą powrotu do „rockowych” korzeni. Nie odniósł on jednak sukcesu na miarę swych poprzedników. Nastąpiło niemal zupełne zerwanie z grunge'ową konwencją. Zespół prezentuje się na tej płycie bardzo dojrzale, zarówno w sferze muzycznej jak i lirycznej. Pearl Jam wrócił do nagrywania teledysków (zaprzestał tego po Ten) – powstał animowany wideoklip do utworu Do the Evolution, a także koncertowy zapis Brain of J.. W trakcie trasy koncertowej promującej ten album Jack zachorował i zastąpił go Matt Cameron, który w końcu został na stałe perkusistą zespołu.

### Binaural
Trasa koncertowa promująca album Binaural zaowocowała kolekcją płyt z nagraniami z prawie wszystkich koncertów (w tym dwóch z Katowic, z 15 i 16 czerwca 2000 r.).

### Riot Act
Riot Act – kontynuując tradycję, zawiera między innymi utwór Bu$hleaguer, w którym Vedder krytykuje prezydenta George'a W. Busha, a także Love Boat Captain, nagrany w hołdzie ofiarom tragedii, jaka wydarzyła się podczas festiwalu w Roskilde w roku 2000.

### Pearl Jam
W 2006, po 4 latach milczenia, zespół wydał płytę zatytułowaną po prostu Pearl Jam. Album jest powrotem do agresywniejszego brzmienia zespołu, aczkolwiek nie brakuje na nim i ballad. Warstwa liryczna utworów skupia się na sytuacji społecznej we współczesnych społecznościach zachodnich – poruszane są takie tematy jak wojna (widziana z rozmaitych perspektyw), bezrobocie czy polityka. Nie ma jednakże bezpośrednich odwołań do konkretnych postaci bądź wydarzeń. Znalazło się też miejsce dla piosenek z tekstami bardziej osobistymi, jak na przykład („Come Back”) – wbrew pozorom nie jest to piosenka miłosna lecz swojego rodzaju 'requiem' dla Johnny'ego Ramone'a.
Po premierze albumu zespół wyruszył w długą trasę koncertową obejmującą trzy kontynenty: Australię, Amerykę Północną oraz Europę. W roku 2007 Pearl Jam wznowił tournée występując kilkakrotnie na Starym Kontynencie. W ramach tej trasy grupa odwiedziła ponownie Polskę – 13 czerwca zagrali koncert na Stadionie Śląskim w Chorzowie. Ich występ poprzedziły występy Linkin Park.

### Backspacer
18 września w 2009 roku zespół wydał następny album zatytułowany Backspacer. Tytuł nawiązywał do żółwia, sponsorowanego przez zespół, który startował w swoistych zawodach, których celem było zwrócenie uwagi na niebezpieczeństwa czyhające na podróżujące żółwie olbrzymie. Album obejmuje 11 utworów, a The Fixer jest singlem promującym płytę. Wydanie płyty poprzedziła w sierpniu krótka europejska trasa obejmująca 5 koncertów. Zespół zagrał na tych koncertach kilka piosenek z nadchodzącej płyty, m.in. Got Some, The Fixer, Supersonic.

## Skład

### Aktualni członkowie
- Jeff Ament - gitara basowa, chórki (1990-obecnie)

- Stone Gossard - gitara rytmiczna i prowadząca, chórki (1990 – obecnie)

- Mike McCready - gitara prowadząca, chórki (1990-obecnie)

- Eddie Vedder - wokal prowadzący, gitara rytmiczna (1990-obecnie)

### Członkowie koncertowi/sesyjni
- Boom Gaspar - instrumenty klawiszowe, fortepian, organy (2002-obecnie)

- Josh Klinghoffer - gitara, perkusja, instrumenty klawiszowe, chórki (2021 – obecnie)

### Byli członkowie
- Matt Cameron - perkusja, instrumenty perkusyjne, chórki (1998-2025)

- Dave Krusen - perkusja, instrumenty perkusyjne (1990–1991; gość koncertowy 2017, 2022)

- Matt Chamberlain - perkusja, instrumenty perkusyjne (1991)

- Dave Abbruzzese - perkusja, instrumenty perkusyjne (1991–1994)

- Jack Irons - perkusja, instrumenty perkusyjne, chórki (1994–1998)

### Byli muzycy koncertowi
- Richard Stuverud - perkusja (2022)

## Dyskografia

### Albumy studyjne
| Data wydania         | Tytuł          | Wytwórnia                             |
| -------------------- | -------------- | ------------------------------------- |
| 27 sierpnia 1991     | Ten            | Epic Records                          |
| 19 października 1993 | Vs.            | Epic Records                          |
| 22 listopada 1994    | Vitalogy       | Epic Records                          |
| 27 sierpnia 1996     | No Code        | Epic Records                          |
| 3 lutego 1998        | Yield          | Epic Records                          |
| 16 maja 2000         | Binaural       | Epic Records                          |
| 12 listopada 2002    | Riot Act       | Epic Records                          |
| 2 maja 2006          | Pearl Jam      | J Records                             |
| 20 września 2009     | Backspacer     | Monkeywrench Records                  |
| 15 października 2013 | Lightning Bolt | Monkeywrench Records Republic Records |
| 27 marca 2020        | Gigaton        | Monkeywrench Records Republic Records |
| 19 kwietnia 2024     | Dark Matter    | Monkeywrench Records/EMI/Universal    |

### Single
| Rok  | Tytuł                       | Album                                             |
| ---- | --------------------------- | ------------------------------------------------- |
| 1991 | „Alive”                     | Ten                                               |
| 1992 | „Even Flow”                 | Ten                                               |
| 1992 | „Jeremy”                    | Ten                                               |
| 1992 | „Oceans”                    | Ten                                               |
| 1993 | „Go”                        | Vs.                                               |
| 1993 | „Daughter”                  | Vs.                                               |
| 1994 | „Animal”                    | Vs.                                               |
| 1994 | „Dissident”                 | Vs.                                               |
| 1994 | „Spin the Black Circle”     | Vitalogy                                          |
| 1995 | „Not for You”               | Vitalogy                                          |
| 1995 | „Immortality”               | Vitalogy                                          |
| 1996 | „Who You Are”               | No Code                                           |
| 1996 | „Hail, Hail”                | No Code                                           |
| 1996 | „Off He Goes”               | No Code                                           |
| 1998 | „Given to Fly”              | Yield                                             |
| 1998 | „Wishlist”                  | Yield                                             |
| 1999 | „Last Kiss”                 | No Boundaries: A Benefit for the Kosovar Refugees |
| 2000 | „Nothing as It Seems”"      | Binaural                                          |
| 2000 | „Light Years"               | Binaural                                          |
| 2002 | „I Am Mine”                 | Riot Act                                          |
| 2003 | „Save You”                  | Riot Act                                          |
| 2003 | „Love Boat Captain”         | Riot Act                                          |
| 2003 | „Man of the Hour”           | Big Fish: Music from the Motion Picture           |
| 2006 | „World Wide Suicide”        | Pearl Jam                                         |
| 2006 | „Life Wasted”               | Pearl Jam                                         |
| 2006 | „Gone”                      | Pearl Jam                                         |
| 2007 | „Love, Reign o'er Me”       | bez albumu                                        |
| 2009 | „The Fixer”                 | Backspacer                                        |
| 2009 | „Just Breathe”              | Backspacer                                        |
| 2009 | „Got Some”                  | Backspacer                                        |
| 2009 | „Amongst The Waves”         | Backspacer                                        |
| 2013 | „Mind Your Manners”         | Lightning Bolt                                    |
| 2013 | „Sirens"                    | Lightning Bolt                                    |
| 2020 | „Dance of the Clairvoyants" | Gigaton                                           |
| 2020 | „Superblood Wolfmoon"       | Gigaton                                           |
| 2020 | „Quick Escape"              | Gigaton                                           |

## Pearl Jam Twenty – film

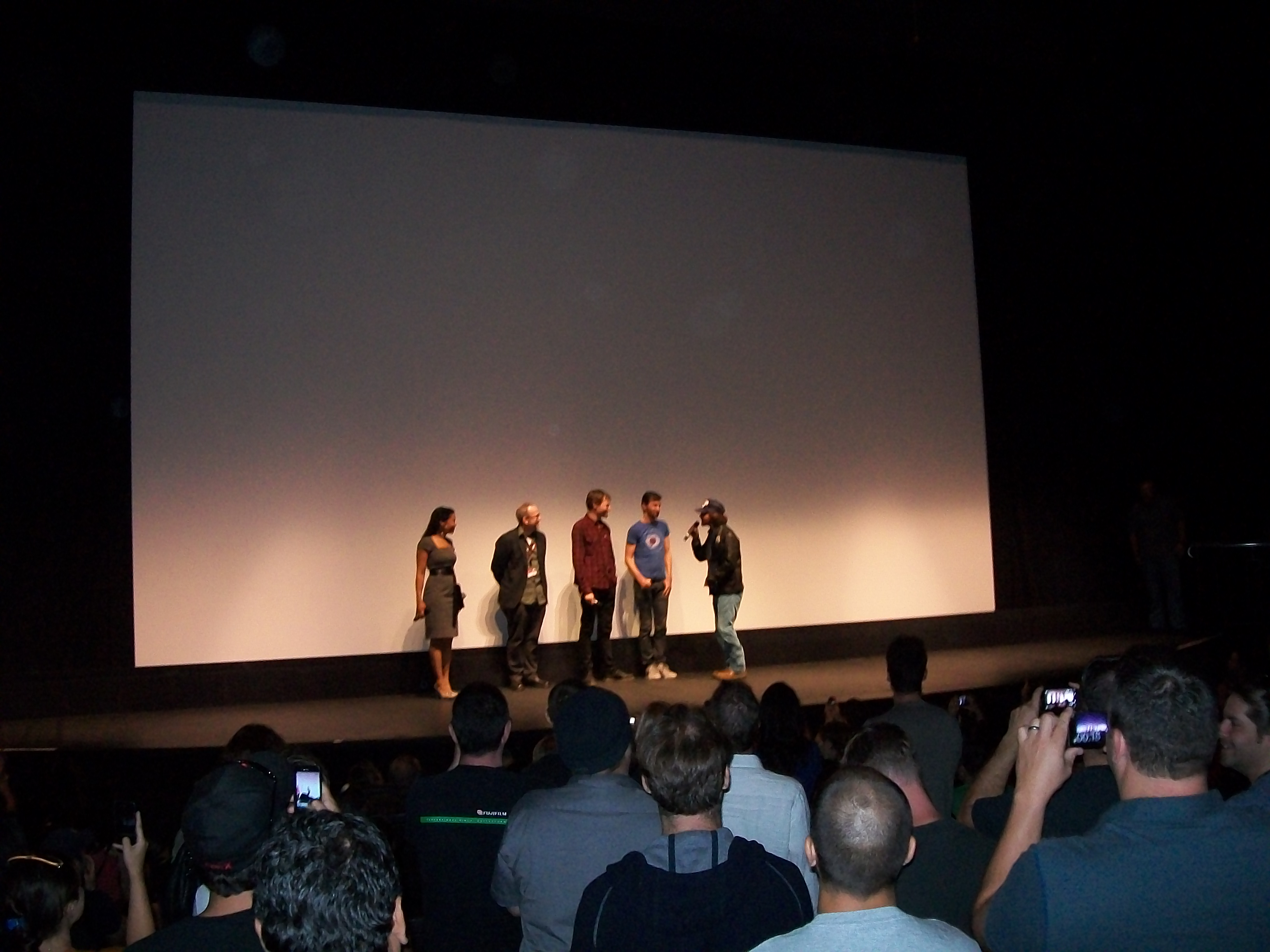
Sesja pytań i odpowiedzi zorganizowana przed nakręceniem filmu Pearl Jam Twenty (2011)

O Pearl Jam został nagrany w 2011 roku film dokumentalny (film rockowy) wyreżyserowany przez Camerona Crowe'a. Film nosi nazwę Pearl Jam Twenty (także znany jako PJ20) iż jest on perspektywą na zespół po 20 latach istnienia. Film miał swoją premierę w 2011 roku na Międzynarodowym Festiwalu Filmowym w Toronto.
Kolejny film o zespole to PEARL JAM – LET'S PLAY TWO z 2017 roku w reżyserii Danny'ego Clincha. Opowiada o przygotowaniach do koncertu na stadionie Wrigley Field.

### Obsada
- Eddie Vedder
- Stone Gossard
- Jeff Ament
- Mike McCready
- Matt Cameron
- Chris Cornell
- Kurt Cobain
- Neil Young